# Адміністративний поділ Таїланду

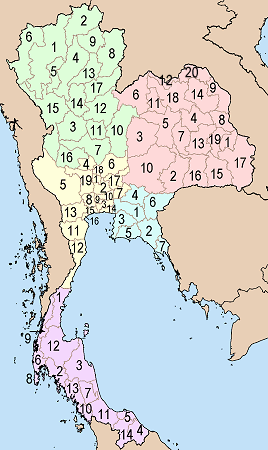

Таїланд ділиться на 77 провінцій (тай. จังหวัด, «чангват»), включаючи столицю Бангкок, яка була в 1972–2013 рр. муніципальним утворенням.
Кожна провінція ділиться на райони — станом на 2011 рік всього нараховується 878 районів (тай. อำเภอ, «ампхе», amphoe) та 50 міських районів Бангкоку (тай. เขต, кхет, khet). У кожній з провінцій є один центральний район (тай. อำเภอเมือง, «ампхемианг», amphoe mueang, наприклад, для провінції Чіангмай це «Ампхемианг Чіангмай» (Amphoe Mueang Chiang Mai). Винятком є Аютія (Ayutthaya), де і провінція, і центральний район повністю називаються «Пхра Накхон Сі Аюттхайя» (Phra Nakhon Si Ayutthaya). До 2007 року існував 81 малий район (тай. กิ่งอำเภอ, «кінгампхе», king amphoe), згодом вони були перетворені у звичайні ампхе.
В Бангкоці райони міста називаються кхет (тай. เขต), які надалі діляться на квенги (тай. แขวง), приблизно подібні тамбонам (общини) в інших провінціях.
Тамбон (тай. ตำบล) ділиться на мубани (тай. หมู่บ้าน), тобто на селища (села).

## Міські (муніципальні) утворення
Крім зазначеного адміністративного поділу населені пункти Таїланду діляться на великі і (середні) міста, селища і села, яким передані деякі функції районів та громад на території, що належить місту .
Три рівня адміністративного поділу міських (муніципальних) утворень (тай. เทศบาล, тхетсабан):
- велике місто (тхетсабаннакхон): понад 50 тисяч жителів, щільність населення вище 3 тис. осіб на 1 км²
- (середнє) місто (тхетсабанмианг): понад 10 тисяч жителів, щільність населення вище 3 тис. осіб на 1 км² — або центр провінції
- селище (мале місто, тхетсабантамбон): понад 5 тисяч жителів, щільність населення вище 1,5 тис. осіб на 1 км²

Попри свою назву, тхетсабантамбон (букв. «Общинне місто») зовсім не обов'язково збігається з окремою громадою (Тамбоне).

## Адміністративний поділ у минулому
З початку XX століття до 1932 року існувала ще одна більша адміністративна одиниця — монтхон (тай. มณฑล, округ), при цьому деякі з найбільших мондохонів поділялися на борівени (тай. บริเวณ). Перші провінції отримали назву мианг, оскільки утворилися з історичних міст-держав. Були мианги, які безпосередньо підкорялися Банкоку (тобто схожі на сучасні провінції), і були Мианги, що управлялися сильнішими сусідніми Миангами або входили до складу напівзалежних держав.
В 1906 році почався перехід до терміна чангват, який закінчився в 1916 році.
Раніше муніципальний рівень становили сукхапхібан (санитарні райони, тай. สุขาภิบาล), які в основному виконували такі санітарні функції, як вивіз сміття. Адміністративний поділ було створено в 1898 році, в травні 1999 року всі вони були перетворені в тхетсабантамбон.

## Неофіційний адміністративний поділ
Провінції, що оточують Бангкок називаються Великим Бангкоком (тай. ปริมณฑล, парімонтхон), оскільки столиця вже захоплює ці райони.
4 регіони Таїланду — північ, північний схід, південь і центральний регіон зазвичай використовуються тільки для цілей статистики. Іноді виділяють і інші регіони.

## Цікаві факти
Лос-Анджелес в Каліфорнії (США) іноді жартома називають «78-ю провінцією» Таїланду, бо в місті проживає близько 200 000 тайців.